# Gran Premi de les Nacions 1993
L'edició del 1993 fou la 60a del Gran Premi de les Nacions. La cursa es disputà el 16 d'octubre de 1996, pels voltants del Lac de Madine (Lorena) i amb un recorregut de 62,5 quilòmetres en format contrarellotge. El vencedor final fou el francès Armand de las Cuevas, que s'imposà per davant de Stephen Hodge i Eddy Seigneur.
Va ser l'onzena i darrera prova de la Copa del Món de ciclisme de 1993.

## Classificació final
|    | Ciclista              | Equip               | Temps      |
| -- | --------------------- | ------------------- | ---------- |
| 1  | Armand de las Cuevas  | Castorama           | 1h 20' 54" |
| 2  | Stephen Hodge         | ONCE                | + 1'02"    |
| 3  | Eddy Seigneur         | GAN-Lemond          | + 1'27"    |
| 4  | Chris Boardman        | GAN-Lemond          | + 2'39"    |
| 5  | Jelle Nijdam          | WordPerfect-Colnago | + 2'51"    |
| 6  | Pascal Lance          | GAN-Lemond          | + 3'07"    |
| 7  | Maurizio Fondriest    | Lampre-Polti        | + 3'33"    |
| 8  | Edwig Van Hooydonck   | WordPerfect-Colnago | + 3'48"    |
| 9  | Peter Meinert Nielsen | TVM-Bison           | + 4'31"    |
| 10 | Laurent Bezault       | GAN-Lemond          | + 4'34"    |